# INEX – Sdružení dobrovolných aktivit
INEX – Sdružení dobrovolných aktivit (zkráceně INEX-SDA) je nevládní nezisková organizace, která byla založena v roce 1991 a zabývá se mezinárodním dobrovolnictvím a mezikulturním vzděláváním. INEX-SDA organizuje dobrovolnické projekty, vzdělávací programy a kampaně. 

## Cíle organizace
Cílem INEX-SDA je zasazovat se o rozvoj tolerantní a otevřené společnosti, která respektuje kulturní rozdíly a ctí zásady udržitelného rozvoje. Skrze svou činnost se INEX-SDA snaží přispět k fungování mezinárodní a mezikulturní spolupráce. Činnosti INEX-SDA by měly vést k výchově aktivních a zodpovědných občanů, kteří se zajímají o dění v okolním světě a věnují se obecně prospěšným dobrovolnickým činnostem.

## Historie
Organizace byla založena 10. dubna 1991 pod názvem Sdružení pro mezinárodní výměnu a turistiku mládeže. V roce 1994 se organizace stala členem mezinárodní sítě dobrovolnických organizací Alliance of European Voluntary Service Organisations. Možnosti sdružení i se tak o poznání rozšířily. V roce 1998 se organizace stala součástí sítě Co-ordinating Committee for International Voluntary Service (CCIVS) při UNESCO a změnila si název na INEX – Sdružení dobrovolných aktivit.
Na začátku 21. století v rámci iniciativ pro obnovu venkova INEX-SDA prostřednictvím Evropské dobrovolné služby poprvé zapojilo zahraniční dobrovolníky do projektu Modrý Dům a do Školicího střediska INEX-SDA. V roce 2004 se organizace začala také angažovat v zemích globálního Jihu[ujasnit] a organizace se zapojila do sítě GLEN (Global Learning and Education Network) a do jejího projektu Fotbal pro rozvoj, jenž se poprvé uskutečnil v roce 2006.[zdroj?]
V druhém desetiletí 21. století INEX-SDA realizovala svůj první větší projekt mezikulturního vzdělávání nazvaný Stereotýpek v nás. Založen byl také Dobrovolnický klub – DoK (později pod jménem INEXup), který sdružuje jednotlivé dobrovolnické spolky. Vznikl také projekt Dobrovolnictví pro všechny, který se snaží vysílat i přijímat dobrovolníky s různými druhy znevýhodnění.
V roce 2014, v souladu s novým občanským zákoníkem, se změnil status organizace na zapsaný spolek.

## Struktura organizace
Do spolku spadá několik samostatných jednotek se sdílenou právní subjektivitou a samostatným hospodařením. Jedná se o pražskou kancelář, která organizuje všechny základní projekty INEX-SDA (vysílání a přijímání dobrovolníků na projekty, rozvojové vzdělávání, školení, mezikulturní vzdělávání, INEXup, GLEN a Fotbal pro rozvoj), pobočku v Tvarožné Lhotě, která se soustředí na rozvoj venkova, práci s mládeží a ekologickou výchovu a pobočku v Brně zaměřující se na primární a sekundární prevenci poruch chování zejména v podpůrných a volnočasových projektech pro děti a mládež. V minulosti byla v provozu též pobočka v Kosteleckých Horách, která byla později zrušena.[zdroj?]

## Činnost
INEX-SDA je od roku 2004 akreditovanou organizací vysílající dobrovolníky dle zákona č. 198/2002 Sb. o dobrovolnické službě. Mezi její činnosti patří:

### Workcampy (krátkodobé mezinárodní dobrovolnické projekty)
Workcamp je označení pro 2–3 týdenní mezinárodní dobrovolnický projekt jak v České republice, tak i v zahraničí, během kterého spolu pracuje a tráví volný čas skupina dobrovolníků z různých zemí světa. Zaměření workcampů může být například ekologie, práce se seniory, dětmi a mládeží, renovace památek nebo kulturní rozvoj. Kromě práce je součástí projektu také cestování, poznávání okolí, místních obyvatel i dalších dobrovolníků, ale také péče o každodenní potřeby místa ubytování, jako je vaření či úklid, jelikož dobrovolnická skupina bydlí po celé trvání projektu společně. Komunikačním jazykem je povětšinou angličtina. Znalost jazyka dané země není povinností. INEX-SDA ročně vysílá do zahraničí kolem 500 českých dobrovolníků do zhruba 70 zemí světa a až 300 zahraničních dobrovolníků přijímá na projekty v České republice. Workcampů se nejčastěji účastní dobrovolníci ve věku 18–26 let, většinou žen (66 % všech dobrovolníků v roce 2017). Pro účast na workcampu ani pro výkon práce není potřeba žádná speciální kvalifikace. Obvyklá pracovní doba na workcampu je 6 hodin denně,[zdroj?] 5 dní v týdnu, ovšem přesné rozložení práce se může lišit projekt od projektu. Práce není placená.
INEX-SDA ročně přijímá zahraniční dobrovolníky na přibližně 30 projektech v České republice.[zdroj?] Zahraniční dobrovolníci se zde podílejí například na rekonstrukci historických památek, pomáhají v přírodních rezervacích, nebo asistují na dětských táborech. Tyto workcampy u nás organizace pořádá ve spolupráci s tzv. místními partnery, kterými jsou nejčastěji zástupci obcí, měst, spolků či jiných lokálních neziskových organizací.

### Středně a dlouhodobé projekty v zahraničí
INEX-SDA pořádá také delší dobrovolnické projekty v zahraničí trvající většinou od jednoho měsíce do jednoho roku. Takových projektů INEX-SDA nabízí každý rok více než 200.[zdroj?] Zaměření projektů jsou různá, nejčastěji jde o ochranu životního prostředí, práci s dětmi a mládeží, vzdělávání (například výuka angličtiny) nebo kulturu.
Středně a dlouhodobé projekty jsou otevřeny pouze dobrovolníkům starším 18 let. Na projektech je obvykle zajištěno ubytování a strava, v některých evropských zemích dostávají účastníci malé kapesné, naopak v některých případech se dobrovolník na nákladech projektu musí určitou měrou podílet.[zdroj?]

### Evropská dobrovolná služba (EVS – European Volunteering Service)
INEX-SDA vysílá a zároveň přijímá dobrovolníky v rámci Evropské dobrovolné služby (zkratka EDS), což je neformální součást[ujasnit] vzdělávacího programu Evropské komise. Evropská dobrovolná služba dává dobrovolníkům ve věku 18-30 let příležitost vyrazit na 2-12 měsíců do zemí Evropské unie a dalších partnerských států a účastnit se dobrovolnického projektu v neziskové nebo státem zřizované organizaci zaměřené na ochranu životního prostředí, práci s mládeží, sociální integraci, umění, kulturu a kulturní dědictví, volnočasové aktivity nebo sport.
Dobrovolník pracuje bez nároku na mzdu. Evropská dobrovolná služba je financována z grantového program EU – Erasmus+. Z grantu je hrazen příspěvek na cestovné na místo projektu a zpět, ubytování, strava, kapesné, jazykový kurz, zdravotní pojištění a cestovní pojištění. Součástí každého programu jsou také podpůrná školení a jazykové kurzy.[zdroj?]
Program Evropská dobrovolná služba v současné době končí[kdy?] a bude nahrazen novým programem Evropský sbor solidarity (European Solidarity Corps).

### Vzdělávání a školení
Organizace INEX-SDA organizuje pro své dobrovolníky i partnery vzdělávací cykly, školení a semináře. Patří sem Cyklus globálního dobrovolnictví určený pro dobrovolníky vyjíždějící do zemí globálního Jihu,[ujasnit] nebo Vzdělávací cyklus pro vedoucí workcampů určený jako příprava pro vedení mezinárodních skupin. V neposlední řadě INEX-SDA vzdělává také tzv. místní partnery pořádající tyto workcampy po celé ČR školením Zrealizuj workcamp ve svém městě. 

### Aplikace IM-PROVE
Aplikace IM-PROVE byla vytvořena v rámci projektu „ZDoKonal se“ a jejím cílem je umožnit účastníkům dobrovolnických projektů prezentovat své zkušenosti na pracovním trhu. Aplikace má uživatelům ukazovat, jaké kompetence během dobrovolnických programů nasbírali a které by bylo potřeba rozvíjet. Aplikace poté ze zadaného profilu vytvoří seznam kvalifikací, který je možno sdílet na sociálních sítích nebo přidat k profilu na LinkedIn.[zdroj?]

### Fotbal pro rozvoj
Fotbal pro rozvoj je vzdělávací projekt, který se snaží využít aspekty fotbalu, jako je fair play a týmová spolupráce, a přenést je z fotbalového hřiště do každodenního života. 
První ročník Fotbalu pro rozvoj se uskutečnil v roce 2006. Projekt společně s partnerskými organizacemi z České republiky organizuje fotbalové ligy, turnaje, workshopy a kulturní akce. Každoročním vrcholem projektu je měsíční kampaň, během které tým česko-keňských ambasadorů navštěvuje jednotlivé regiony České republiky a snaží se zvyšovat povědomí o využití sportu pro sociální práci a povědomí o současných globálních problémech.[zdroj?] Od roku 2016 je projekt oficiálním členem mezinárodní sítě Streetfootballworld, která sdružuje iniciativy využívající fotbal pro vzdělávací a rozvojové účely.

### INEXup
Projekt INEXup vznikl v roce 2018 a navazuje na projekt Dobrovolnický klub (DoK). Sdružuje menší dobrovolnické spolky a organizuje vzdělávací semináře hlavně v těchto oblastech: práce ve skupině, leadership, organizace a řízení projektů, PR, self-management, soft-skills, veřejné vystupování, fundraising a psaní draftů, finanční řízení. Do projektu jsou zapojeni např. Dobrovolnická akademie INEX-SDA, Library Of Things Prague, Na Den nebo RESP:ON.

### Dobrovolnictví pro všechny
Projekt Dobrovolnictví pro všechny vznikl jako nástroj k začleňování lidí s různým druhem znevýhodnění (fyzické, mentální, sociální). Každoročně vyšle přibližně desítku dobrovolníků do zahraniční a přijme i několik dobrovolníků na projekty v Česku. Cílem akcí je nejen rozvoj samotných znevýhodněných dobrovolníků, ale také zbytku zapojené skupiny, která díky spolupráci se znevýhodněnými dobrovolníky může ztratit předsudky vůči některým typům znevýhodnění. Projekt spolupracuje např. s Člověkem v tísni nebo s IQ Roma servis.

## Členství v mezinárodních organizacích

### Alliance of European Voluntary Service Organisations
Alliance of European Voluntary Service Organisations je mezinárodní nevládní mládežnická organizace, založená v roce 1982, sdružující národní organizace, které se prostřednictvím dobrovolnických aktivit snaží propagovat mezikulturní vzdělávání a porozumění. Alianci tvoří 50 členů z 28 zemí Evropy, Ameriky a Asie a dalších 40 partnerských organizací z celého světa. V březnu 2018 INEX-SDA hostilo tzv. Technical Meeting, velké setkání více než 150 zástupců členských a partnerských organizací sítě, které slouží k přípravě nadcházející dobrovolnické sezóny.

### Service Civil International
Service Civil International (zkratka SCI) je dobrovolnickou organizací, jejímž cílem je propagace míru prostřednictvím mezinárodních dobrovolnických projektů pro všechny bez rozdílu věku nebo původu. Byla založena v roce 1921 a koordinuje krátkodobé a dlouhodobé dobrovolnické projekty v mnoha zemích světa prostřednictvím svých poboček (45) a partnerských organizací. INEX-SDA je partnerskou organizací SCI od roku 1991.